# ELECTRIC SAMURAI
『ELECTRIC SAMURAI』（エレクトリック・サムライ）は布袋寅泰の5作目のベスト・アルバム。2004年3月31日に東芝EMI/Virginよりリリースされた。

## 解説
映画『キル・ビル』で使用された「BATTLE WITHOUT HONOR OR HUMANITY」の反響を受け、急遽リリースが決定。韓国・イギリス・ロシアなど世界各国でも発売された。アメリカではCD未発売のままiTunes Storeにてデジタル・ダウンロードで発売され、上位にランクインされた。

## 内容
布袋自身のオリジナル・アルバムとサウンドトラックの中から選曲されたGuitar Instrumental集となっており、イアン・クーパーによって全曲デジタルリマスターが施された（※5曲目収録、レッド・ツェッペリンのカバー「IMMIGRANT SONG」のみ歌入り）。
日本盤のみ、クエンティン・タランティーノと布袋寅泰のスペシャルライナーノーツ（日本語対訳）、増田勇一によるアルバム解説ブックレットが封入されている。

## 収録曲
| 全編曲: 布袋寅泰。 |                                        |                          |                          |       |
| #                  | タイトル                               | 作詞                     | 作曲                     | 時間  |
| 1.                 | 「BATTLE WITHOUT HONOR OR HUMANITY」   |                          | 布袋寅泰                 | 2:29  |
| 2.                 | 「KATANA GROOVE」                      |                          |                          | 4:13  |
| 3.                 | 「JINGI」                              |                          | 津島利章                 | 1:58  |
| 4.                 | 「KILL THE TARGET」                    |                          | 布袋寅泰                 | 2:52  |
| 5.                 | 「IMMIGRANT SONG」                     | Jimmy Page・Robert plant | Jimmy Page・Robert plant | 2:53  |
| 6.                 | 「BATTLE WITHOUT HONOR OR HUMANITY#2」 |                          | 布袋寅泰                 | 1:36  |
| 7.                 | 「FROZEN MEMORIES」                    |                          | 布袋寅泰                 | 4:02  |
| 8.                 | 「BELIEVE ME,I'M A LIAR」              |                          | 布袋寅泰・Darren Price   | 4:15  |
| 9.                 | 「BATTLE WITHOUT HONOR OR HUMANITY#3」 |                          | 布袋寅泰                 | 2:32  |
| 10.                | 「DARK WIND」                          |                          | 布袋寅泰                 | 2:48  |
| 11.                | 「SPACE COWBOY」                       |                          | 布袋寅泰                 | 2:32  |
| 12.                | 「METROPOLIS」                         |                          | 布袋寅泰                 | 3:47  |
| 13.                | 「HOWLING」                            |                          | 布袋寅泰                 | 5:35  |
| 14.                | 「FETISH」                             |                          | 布袋寅泰                 | 4:21  |
| 合計時間:          | 合計時間:                              | 合計時間:                | 合計時間:                | 45:53 |

### 楽曲解説
1. BATTLE WITHOUT HONOR OR HUMANITY
「アナザー・バトル」というタイトルでリリースされた24thシングル。サウンドトラックアルバム『新・仁義なき戦い/そしてその映画音楽』に収録されている「新・仁義なき戦いのテーマ」を非常に気に入ったクエンティン・タランティーノが、自身が監督を務めた映画『キル・ビル』でどうしても使いたいということで起用され、英語タイトルに変更した曲。
2. KATANA GROOVE
サウンドトラック・アルバム『SF -ORIGINAL MOTION PICTURE SOUNDTRACK-』収録曲。
3. JINGI
サウンドトラックアルバム『新・仁義なき戦い/そしてその映画音楽』に収録されている「仁義なき戦いのテーマ」を英語タイトルに変更した曲。
4. KILL THE TARGET
サウンドトラック・アルバム『KT -ORIGINAL MOTION PICTURE SOUNDTRACK-』収録曲。
5. IMMIGRANT SONG
6thアルバム『SUPERSONIC GENERATION』収録曲。
6. BATTLE WITHOUT HONOR OR HUMANITY#2
サウンドトラック・アルバム『新・仁義なき戦い/そしてその映画音楽』に収録されている「○○○の世の中」を英語タイトルに変更した曲。
7. FROZEN MEMORIES
21stシングル「RUSSIAN ROULETTE」のカップリング曲。
サウンドトラック・アルバム『KT -ORIGINAL MOTION PICTURE SOUNDTRACK-』にも収録されている。
8. BELIEVE ME,I'M ALIAR
6thアルバム『SUPERSONIC GENERATION』収録曲。
9. BATTLE WITHOUT HONOR OR HUMANITY#3
サウンドトラック・アルバム『新・仁義なき戦い/そしてその映画音楽』に収録されている「オトシマエ」を英語タイトルに変更した曲。
次曲と繋がるように編集されている。
10. DARK WIND
サウンドトラック・アルバム『SF -ORIGINAL MOTION PICTURE SOUNDTRACK-』に収録されている「予感」を英語タイトルに変更した曲。
前曲と繋がるように編集されている。
11. SPACE COWBOY
5thアルバム『King & Queen』収録曲。
12. METROPOLIS
2ndアルバム『GUITARHYTHM II』収録曲。
13. HOWLING
9thアルバム『DOBERMAN』収録曲。
14. FETISH
7thアルバム『fetish』収録曲。

## 演奏
- 布袋寅泰
  - Guitar
  - Bass (#1.3.4.5.6.8.9.10.11)
  - Keyboards (#1-10)
  - Drums (#11)
  - Vocals (#5.8)
- 今井邦彦：Recording & Mixing Engineer
- 岸利至：Programming, Audio Edit (#1.3.4.6.7.9.13.14)
- 村田陽一
  - Trombone (#1.3.14)
  - Horn Arrangement (#1.3)
- 荒木敏男、菅坂雅彦：Trumpet (#1.3)
- 藤井丈司：Programming (#2.10.12)
- ワタナベノブタカ
  - Programming (#2.5)
  - Audio Edit (#5)
- 鈴木省吾：Voice Sample (#2)
- Zachary Alford：Drums (#5.14)
- Jeff Patterson：Backing Vocals (#5.8)
- 山木秀夫：Drums (#7)
- 井上富雄：Bass (#7)
- Darren Price：Programming (#8)
- 梅崎俊春：Programming (#11)
- 金原千恵子ストリングス：Strings (#13)
- 島健：Strings Arrangement (#13)
- Mike Garson：Piano (#14)
- BANANA-U･G：Synthesizer (#14)
- Steve Walters：Bass (#14)
- Steve Sidwell, Simon Gardner：Trumpet & Flugel Horn (#14)
- Dave Bishop：Saxophone (#14)